# 西奧爾巴尼 (明尼蘇達州)
西奧爾巴尼（英語：West Albany）是位於美國明尼蘇達州瓦巴沙縣西奧爾巴尼鎮區的一個非建制地區。

## 歷史
西奧爾巴尼的郵局於1857年成立，其後於1881年停運。此地因大部份定居者皆來自紐約州首府奥尔巴尼而得名。

## 地理
西奧爾巴尼所處的海拔為高於海平面250米（即820英呎），而該地所採用的時區為UTC-6，即北美中部時區（CST）。同時該地設有夏令時間，為UTC-6調快一小時，即UTC-5（CDT）。